# ويليام ميراندا مارين
ويليام ميراندا مارين (بالإنجليزية: William Miranda Marín)‏ هو سياسي أمريكي، ولد في 23 سبتمبر 1940 بكاغواس في الولايات المتحدة، وتوفي في 4 يونيو 2010 بسان خوان في الولايات المتحدة بسبب سرطان البنكرياس. حزبياً، نشط في Popular Democratic Party (Puerto Rico) ‏.